# ماغدالينا أريكسون
ماغدالينا أريكسون (بالسويدية: Magdalena Eriksson) (و. 1993  م) هي لاعبة كرة قدم، من السويد، ولدت في ستوكهولم، شاركت في كرة القدم في الألعاب الأولمبية الصيفية 2016 – مسابقة السيدات، تلعب كمُدَافِعَة.

## روابط خارجية
- ماغدالينا أريكسون على موقع الاتحاد الدولي (مؤرشف)  (الإنجليزية)
- ماغدالينا أريكسون على موقع الاتحاد الأوربي (الإنجليزية)
- ماغدالينا أريكسون على موقع اتحاد السويد (السويدية)
- ماغدالينا أريكسون على موقع قاعدة بيانات كرة القدم.إي يو (الإنجليزية)
- ماغدالينا أريكسون على موقع Soccerway.com (الإنجليزية)
- ماغدالينا أريكسون على موقع عالم كرة القدم.نت (الإنجليزية)
- ماغدالينا أريكسون على موقع اللجنة الأولمبية الدولية (الإنجليزية)
- ماغدالينا أريكسون على موقع أوليمبيديا (الإنجليزية)
- ماغدالينا أريكسون على موقع اللجنة الأولمبية السويدية (السويدية)